# 佛說十吉祥經
《佛說十吉祥經》，佛教經典，翻譯者已不可考，收錄於大正藏經集部的第14冊第432部，乾隆藏收錄於大乘單譯經414部，另於房山石經、高麗藏、嘉興藏、中華藏、洪武南藏、永樂南藏、永樂北藏、開寶藏、普寧藏、至元錄等經藏皆有收錄此經典。

## 內容概要
當時，釋迦牟尼佛在印度王舍城的靈鷲山，與兩千五百多位大比丘和五千菩薩聚會一處，釋迦牟尼佛正在為大眾講經說法。這時，一名為離垢蓋的大士（大士即菩薩的通稱）
，恭敬合掌向佛陀請示：是否有佛陀如來，可令追求佛道的善男子、善女人，聽聞如來名號、恭敬受持讀誦，則得以不退轉於修行學佛之道？

釋迦牟尼佛讚嘆離垢蓋大士能作此提問，對眾生多有利益，然後向大眾開示在此東方的十位如來名號以及各自所在的佛國淨土名，善信們如果能恭敬受持讀誦、信樂不忘甚至廣為人說，則功德無量，所獲功德甚至比起你以無量的七寶供養佛的功德還大，如果持續受持該佛號，未來劫則得以成就佛果，這十位如來的佛號和所在的佛國淨土分別為：
「大光耀如來」，所在的佛國淨土名「方莊嚴」。

「慧燈明如來」，所在的佛國淨土名「諦勝諸勝」。

「大雄如來」，所在的佛國淨土名「金剛」。

「無垢塵如來」，所在的佛國淨土名「淨尊住」。

「上像幢十蓋王如來」，所在的佛國淨土名「金光明」。

「威神自在王如來」，所在的佛國淨土名「大威神」。

「極受上影王如來」，所在的佛國淨土名「香熏」。

「內寶如來」，所在的佛國淨土名「寶嚴」。

「大海如來」，所在的佛國淨土名「海燈明」。

「十力現如來」，所在的佛國淨土名「十力燈明」。

## 外部連結
- 佛光大辭典 : 族姓子 （页面存档备份，存于）
- 受持《佛說十吉祥經》功德非常大！ （页面存档备份，存于）
- 《佛說十吉祥經》CBETA 電子版 （页面存档备份，存于）